# McDonnell Douglas Barbarian
El Barbarian fue un lanzador orbital propuesto por McDonnell Douglas en 1987 para elevar cargas pesadas en el marco de la Iniciativa de Defensa Estratégica. El Barbarian habría podido poner en órbita baja el proyectado láser químico Zenith-Star. No pasó de la fase de diseño.
Habría consistido en tres cohetes aceleradores de combustible sólido derivados de los cohetes aceleradores del transbordador espacial unidos a un anillo formado por seis etapas principales de cohetes Delta II, que a su vez rodearían a una etapa principal de Delta II que sería la última etapa del vehículo.

## Especificaciones
- Carga útil: 45.400 kg a LEO (300 km de altura, 28 grados de inclinación orbital).
- Empuje en despegue: 35.789,56 kN
- Masa total: 2.500.000 kg
- Diámetro de la etapa principal: 2,44 m
- Longitud total: 31 m